# Ladislav Hovorka
Ladislav Hovorka (* 1935) je bývalý český fotbalový útočník.

## Hráčská kariéra
V československé lize hrál za Dynamo Praha (dobový název Slavie), vstřelil jednu prvoligovou branku. Debutoval v sobotu 20. srpna 1960 v Nitře, kde Pražané s domácím Slovanem prohráli 1:3. Naposled se v nejvyšší soutěži objevil v sobotu 27. května 1961 v domácím zápase se Slovanem Bratislava, který hosté vyhráli 1:0.

### Prvoligová bilance
| Ročník          | Zápasy | Góly | Minuty | Klub            |
| --------------- | ------ | ---- | ------ | --------------- |
| I. liga 1960/61 | 11     | 1    | 824    | TJ Dynamo Praha |
| CELKEM I. LIGA  | 11     | 1    | 824    |                 |